# Альдольна конденсація

Приклад альдольної конденсації двох молекул ацетальдегіду з утворенням

Альдо́льна конденса́ція (англ. aldol addition) — органічна реакція приєднання двох карбонільних сполук з утворенням β-гідроксиальдегідів (так званих альдолів) або β-гідроксикетонів.
За сприятливих умов (наприклад, кислотний каталіз або підвищені температури) новоутворений альдоль може відщепити молекулу води й утворити α,β,-ненасичений альдегід/кетон; у такому разі повна реакція несе назву «кротонова конденсація».